# 小松謙助
小松 謙助（こまつ けんすけ、1886年（明治19年）2月2日 - 1962年（昭和37年）1月28日）は、新聞記者出身の社会教育先駆者、教育者。わが国社会教育運動の黎明期に独自の境地を拓いた。財団法人社会教育協会（現：公益財団法人）、学校法人白梅学園創立者。

## 生涯
少年時代
福島県二本松市で商家を営む小松直弼、悦(いつ)の四男として生まれる。小学校卒業後、見習奉公に出されるが、軍人を志し家出。海軍を受験するも叶わず、試験官に東北学院を紹介される。1901年、普通科に入学。学院では労働会寄宿舎に入り学資を弁じる一方、院長デービー・シュネーダーの薫陶をうけキリスト教の信仰に導かれた。3年生の頃、「平民新聞」で論陣を張っていた幸徳秋水の非戦論に共鳴、さらに木下尚江の社会主義に傾倒するようになる。このため、学院当局から危険思想の抱持者とみなされ4年生のときに退学（後に推薦卒業）。1905年、平民新聞を頼って上京したが就職は叶わず、東京府教育会や辞書編纂の仕事をしながら講義録などで独学する。
新聞記者時代
1909年に古島一雄の推薦で「万朝報」を受験し社会部記者となる。同年6月には安中出身の淑子と結婚。1914年に駐日ドイツ大使への取材記事が連合国一員として利敵内容と社長黒岩涙香の逆鱗に触れ退社勧告を受け、同年12月に東京朝日新聞（朝日新聞）へ移る。1920年5月、露国過激派から朝日に送られてきた反戦檄文を早稲田大学教授木村久一（1883-1977）に資料として渡し、これが「大学評論事件」に発展し退社。その後、東京日日新聞（毎日新聞）に入社し、北樺太（サガレン）学術探検隊に特派記者として参加するなどした。そんな中、1925年2月3日から2月7日にわたって学芸欄に掲載（東京版朝刊）した日本大学教授本荘可宗の「宗教的真理の価値と必要との混淆」という論文に「不穏当の字句あり」と東京地検の取り調べを受ける事態が起きる。ロシアの思想家バクーニンの「人間は神様と王様を斃さなければデモクラシイの理想は徹底しない」との引用とおもわれる。事態収拾を図りたい東京日日新聞社は、記事が「寄稿檢閲係の粗漏」によるもので「本社の本意にあらざる」と、取消しの「謹告」を出す（3月27日、東京版朝刊、4頁）。そして、小松は学芸課長として詰め腹を切らされた形で退社に追い込まれる。尚、不敬罪は立件されず本荘に新聞紙法による罰金が科された。このように波瀾万丈の記者人生であったが、一方で「中央法律相談所」の人脈など後の事業につながる幅広い交友関係を構築した。
社会教育協会の創立
新聞記者のキャリアに終止符を打ち、かねてから構想していた教育機会に恵まれない青少年のための教育運動の具現に奔走する。その発意には国家社会の将来を担う青少年を導きたいというおもいがあり、さらに自身の苦学体験や信仰、関東大震災後の人心混乱の影響も看過できない。そして同年11月には、記者時代に築いた交友関係を土台に支援を結集、文部省の社会教育振興の機運も追い風にして、財団法人社会教育協会の設立にこぎ着ける。会長は文部省の意向をうけ大蔵大臣や東京市長をつとめた阪谷芳郎（1863-1941）、理事長に親交のあった東京帝国大学教授の法学者穗積重遠（1883-1951）を擁立、自身は常務理事として実質的な運営を担うことになる。とはいえ、一介の記者出身の事業は資金にも限りがあり、事務所は小石川区（現:東京都文京区）白山御殿町にあった小松家の書斎、職員も僅か数名、順風満帆の船出とはいかなかった。刊行物の折り込みや発送には家族総出が習わしとなり、封筒も裏返して再利用するなどの倹約ぶりであった。
こんな中、小松は文書媒体に活路を見いだす。1927年に会員向教化を目的とした月刊『社会教育パンフレット』（後の『国民』）を嚆矢に、青年層向け『民衆文庫』、『婦人講座』などを刊行した。また同年、大日本女子連合青年団（旧：「処女会」）の機関誌『処女の友』の編集発行を委譲される。これは全国の女子青年団員のみならず勤労女子青年を誌友とした月刊誌で、のちに協会の屋台骨を支える柱に成長する。1930年には協会機関新聞「社会教育新報」を刊行した。さらに、男女青年学校の教科書も手がける。これらは、時宜を得た企画、充実の執筆陣、斬新な紙面構成、本版に地方版を追加するなど、きめ細かい独自の工夫が好評を博していく。小松は記者出身であり時流に敏感であるばかりか編集技法にも明るく、その感性と経験が相乗的に生かされていた。社会教育協会は、パイオニアゆえの苦難を乗り越え事業を拡大してゆき、創立10周年を迎える頃になると会員5千人、青年学習書を使用する青年学校の生徒に『処女の友』、「社会教育新報」の読者を加えると51万人に達する。小松家の書斎から発足した事務所は、増築をかさね、近所にも数軒借りるなど拡張する業務に対応していたが、職員も80名を超えさすがに限界となり、1940年に自宅近く小石川区原町に本部事務所を新築した。
東京家庭学園
1942年4月、社会教育協会は事業の一環として本部近くの小石川区指ケ谷町に「教育研究所」と「東京家庭学園」を設立した。社会教育の分野にも戦時対応が迫られ、他方で出版統制が進行する中、事業存続のための新たな展開でもあった。研究所所長は乙竹岩造、所長補佐に石山脩平、学園長に穗積重遠が就任し、東京文理科大学などの支援もあり充実した教授陣を整えた。施設校舎は戦時統制で移転したキリスト教福音派の神学校「聖経女学院」（現:日本聖書神学校）の遊休施設を借用し、また外地を含む全国からの入学生のために寮も新設した。学園の入学資格は高等女学校卒業とし、高等教育に准じた内容を持つ各種学校（本科1年、研究科1年）の位置づけであった。カリキュラムは自由と教養を重んじた内容で、音楽会も盛んに行われるなど、戦時下としては異色の学園といえる。そこには、大正デモクラシーの担い手でもあった創立者たちのおもいと、協会設立の原点である弱者へのまなざしをみることができる。しかし、2年後、この学園は戦局激化に伴う決戦非常措置により「勤労女子青年錬成所」への転換を余儀なくされる。この東京家庭学園は戦後新たな構想で再開、1953年に社会教育協会から分離独立し、学校法人白梅学園となる。
社会教育協会理事長就任
1945年5月、米軍の山手大空襲により、社会教育協会は本部・学園の施設建物一切を焼失し、壊滅的な打撃を被る。小松は消火の陣頭に立つがなすすべもなく、近所の故阪谷芳郎会長旧邸（龍門社別館）に職員、錬成所寮生を率いて避難した。極限の状況下であったが、ほどなく授業も再開。同年8月、穗積重遠は「東宮太夫」就任により社会教育協会理事長を辞することになり、理事長に就任。やがて終戦。名実ともに代表者となり社会教育協会の復興再建を一身に背負うことになる。同年9月、事業の場を東北学院の先輩川合信水が主宰する小石川丸山町の東亜修道院内に移転することができ、再建をはじめる。一方、東京家庭学園は長女小松愛子（後に結婚により樋口姓）に運営を託し再開を果たす。主事となった愛子は新生東京家庭学園の再出発のため「生活の科学化」、「生活の社会化」、「生活の芸術化」というあらたな教育目標を掲げた。この目標はギリシャ以来の「真・善・美」の価値にも対応し、この理念の下に人間の価値を実現する教育がはじまる。これは、後に白梅学園の建学精神「ヒューマニズム」の源流となった。
1947年に教育図書株式会社の社長に就任。戦時中に青年学校教科書の出版が統制され誕生した青年学校教科書株式会社を承継した会社で、これまでの経緯から代表者を引き受けざるを得なかったという。
杉並移転
1948年に社会教育協会は広い土地と校舎をもとめて東京都杉並区馬橋（現:高円寺北）の陸軍施設（気象学校）跡の国有地に移転。財政規模の小さい法人への貸与は異例とされたが、長女愛子が令嬢にピアノを教えていた関係でＧＨＱ東京軍政部幹部と親交があり、東京家庭学園の人間尊重の教育方針に賛同を示し、積極的な後押しがあったという。ただ、協会本体、学園は戦後の苛烈な状況が続き、幼稚園を開設するなど打開を図るも事態は好転しなかった。とりわけ資金不足は深刻であり、小松は金融機関ばかりでなく、兄弟一族にも支援を仰ぎ事業の継続を図った。
1951年7月に社会教育協会設立の恩人穗積重遠が逝去。牧野英一が会長に就任する。
白梅学園の独立
1953年4月に社会教育協会附属の東京家庭学園は発展的解消を遂げ、保母養成を目的とする白梅保母学園となる。リトミック教育で知られる小林宗作の主宰していた「厚生保母学園」の閉鎖に伴う保母養成事業継承の申し出を受け入れたのであった。さらに、学園を発展のため学校法人として独立させることを決断する。将来、短期大学などになるためには、設置母体が学校法人という要件があるためであった。しかし、学校法人は土地建物など基本財産が必要となる。杉並の校地建物は国有財産を貸与されていたもので、払下げを受ける必要があった。一方、学校法人であれば、国有財産の払下げは5割減額の措置がある。そこで、東京都と大蔵省との交渉を重ねた結果、学校法人の認可と国有財産の払下げを同日におこなうという異例の好意ある措置が執られた。
1956年12月、小松謙助を理事長とする学校法人白梅学園が設立された。社会教育協会は地上権などの既得権を一切放棄したが、むしろこれを都心回帰への好機と捉え、社会教育の拠点を建設することを目指したという。
1955年5月に東京都社会教育功労者として表彰される。事業は、月刊「青年の文化」や「成人手帳」の創刊、「新訳論語」の新装版、「世界を知る会」の開催など徐々に回復の兆しが見えてきた頃である。11月16日には、日本工業倶楽部会館で創立30周年記念式典挙行する。式典は400余名が参集し、各地の社会教育功労者表彰、会館建設など記念事業の実現に向け募金運動を開始した。
1957年4月に白梅学園短期大学開学（初代学長牧野英一、主幹樋口愛子、学監田中寛一）。
1959年11月に文部大臣より社会教育功労者として表彰される。
闘病生活
1960年、この頃より心筋梗塞の発作に苦しみ闘病生活が始まる。同年11月、社会教育の振興に献身した功により藍綬褒章を受章する。1961年7月に妻淑子逝去。同年8月には旧友橋本寛敏（1890-1974）が院長を務める聖路加病院（現:聖路加国際病院）に入院。一時期小康を得て退院し鎌倉腰越の別宅で静養するも、11月に3度目の発作を起こし再度入院。何度か危篤状態におちいりながらも、医師、看護師のチームワークと気力で切り抜ける。クリスマスには、看護師のキャロルに励まされ、句も読む。そして、次第に衰弱の度を増してゆくにもかかわらず、「社会教育会館建設」、「白梅園復帰」と仕事のことを案じ続けていたという。1962年1月28日午後10時35分、同病院にて逝去。享年76歳（没年75歳）。
1962年2月3日、杉並の白梅学園講堂にて、財団法人社会教育協会と学校法人白梅学園の合同葬が執り行われた。葬儀委員長岩田宙造、副委員長河原春作、司式は小平国雄牧師（代々木中部教会）、追悼の辞は友人代表として星島二郎によってなされた。同日、社会教育に対する功労により,従5位に叙せられ勲4等瑞宝章を受章する。墓所は川崎市多摩区南生田の「春秋苑」にある。

## 人物・エピソード
- 東北学院を中途退学した経緯については舎監との衝突が原因とされているが、同窓の木村久一は社会主義を警戒する学院当局から「平民新聞」購読などを理由に何等かの処置を受けたのが真相であると書いている[7]。小平国雄も、学院の処置は迫害であったとしている[8]。
- 東北学院シュネーダー院長は、小松の記者試験合格を大変よろこび、「エジターの使命は正義と仁愛にある」と手紙を送った。小松は後年、このことば「正義と仁愛」を信条として一人前の新聞記者になることができ、社会教育に関わるようになったときにも力となった」と友人宛の手紙に書いている[9]。なお、青年時代から死の直前まで書くことを欠かさなかった日記は院長からの日記帳のプレゼントが発端である。
- 新聞記者としての小松について、朝日新聞時代の同僚美土路昌一（元全日空会長）は次のように評している。「小松君は入社当時は外勤記者をやっていたが経験もあり見識も相当あって、いわば遊軍のような立場におり、大きな事件を主として扱い、後には夜勤の方に回って、当時の大スクープとして有名になった煙草の値上げ記事だの芳川鎌子の情死事件なども手にかけたと覚えている。（中略）そして、格別の記事のない時には、一人でその頃起こり初めていた社会問題や労働問題などを記事にして異色あるニュースを書き、政治記事なども社会部的に扱うことをやって、今の社会部記事の開拓に非常な貢献をした。（中略）紙面の革新という点についても非常な研究心を持っていた。そのころはまだ新聞も明治時代の延長で社会面といえば殺人や盗難、スキャンダルといった事件本位の紙面を作っていたのだが、これを打破して国会の記事をやわらかく書いて入れたり、煙草の値上げとその反響といった風のものを入れて、庶民の生活に結びついた社会面を作るようになったのは小松君の創意工夫によるものだ。」[10]。
- 朝日新聞を退社する原因となったロシアからの「反戦の檄」を渡した木村久一は、東北学院時代ともに労働会で働きながら学んだ友人であった。研究材料として提示した「反戦の檄」には、「ミカドを倒せ」、「世界の無産者団結せよ」などのスローガンが並んでいた。これを『大学評論』編集者が配付し不穏文書配付の容疑で検挙されたことにより、主筆の木村も検挙収監され早稲田大学を罷免された。前年の「森戸事件」に次ぐ大学関係者の思想問題事件は「大学評論事件」に発展し、「森戸事件」の再来ともいわれた。この事件で小松は朝日新聞を追われ暫く浪人生活を送るが、その間木村のために弁護士との折衝や家族支援、募金など救援活動の中心となって支えた。片山哲[11]は小松を「友情に厚い人であった」と評しているが、まさにこのことばを実践する活躍であった。また、獄中の木村を励ます目的で、小松が中心となり「本書を木村久一君に贈る」という『新日本の建設』岩波書店、1922年6月、を発行する。執筆陣は小松と木村の交友に連なる、牧野英一、穗積重遠、末弘厳太郎、三宅雄二郎、吉野作造、杉森孝二郎、安部磯雄、阿部次郎、森本厚吉、木村徳蔵、権田保之介、大島正徳、小泉信三、福田徳三、長谷川万次郎で大正デモクラシーを担った人々である。なお、『大学評論』は青年法律相談所以来の旧友星島二郎が発行していた雑誌である[12]。
- 妻淑子（1885－1961）との間に2男3女を設けたが、酒も煙草もやらず、子煩悩で教育熱心な父親であった。長男信一郎が長女愛子追悼録に寄せた一文にも、「学校の選定とか転校先の校長その他有力者との接涉」は「全く意外にも、母でなく全部父がやっていた様である」と小松の日記から引用をしている[13]。また、小松の子どもが通った府立女子師範附属小学校（現：東京学芸大学附属竹早小学校）の主事木下一雄（後に東京学芸大学学長として白梅学園短期大学設置に関わる）は、「いまでいうPTAの役員をされて奥様とよく学校にお出になりました。当時は自由主義教育がわが国初等教育に大きな潮流をなしていましたが、先生もその熱心な理解者のひとりでありました。」と回想している[14]。
- 関東大震災の報に接したのは、1923年9月3日、毎日新聞社が東宮ご成婚記念事業のひとつとして北樺太（サガレン）学術探検隊を組織し、特派記者として現地滞在中のことであった。探検隊は急遽帰国を決定、軍艦に便乗し一行が帰京できたのは9月12日である。その間は家族の安否も知れず、十数日後に避難先である妻の実家がある安中でようやく再会を果たした。震災後の社会混乱を眼のあたりにし、社会教育の必要性を確信するなど人生に影響をあたえた大事件であった[15]。
- 誠実で情に厚い人柄はよき師友にめぐまれた。社会教育協会の設立もこの同志的結合を抜きにして語ることはできない。とりわけ東北学院の小平国雄、木村久一、橋本寛敏など同窓、「中央法律相談所」の星島二郎や片山哲、ここから東大の牧野英一、穗積重遠、法曹界の岩田宙造に連なる人脈、また城戸元亮や鎌田氏、緒方竹虎、美土路昌一など記者時代の同僚、さらに文部官僚の河原春作などの名前を協力支援者としてあげることができる。
- 必要には物を惜しまなかったが、物を大事にして「勿体ない」ことはしなかった。次男雄二は幼稚園入学時の試問で親の職業について聞かれ、「お父さんはいつも封筒を裏返して貼っている」と答えたという。また、協会では原稿用紙の裏面などもメモ用紙として再利用するのは常識であった[16]。
- 妻淑子は会員獲得活動や講習会の開催準備など、献身的に夫を支えた。困難な資金繰りのためにささやかな蓄えも必要の度に投げ出してきたが、職員の給与が払えなく子どもの教育貯金まで全部おろせといわれたとき、さすがに目の前がまっ暗になり泣きながらしたがったという[17]。
- 義理人情に厚く人の痛みと苦労がわかる人物であった。思想関係で就職につまずいたり都合で協会を離職した人の雇用、旧友への仕事の斡旋、旧友の未亡人を寮母に迎えるなどの逸話は多い。また、昼に協会職員で働き夜間の中学や大学に通う地方出身者のために「静和寮」を設置するなど、その育成にも愛情を注ぎ、成長を喜んでいた[18]。
- 建築家の遠藤新（1889-1951）と親交があり、自宅（1925年）や東京家庭学園若葉寮（1942年）の基本設計は遠藤によるものである。遠藤はフランク・ロイド・ライトの高弟として帝国ホテルの建築に関わったことで知られるが、その思想を理解し自由学園明日館や甲子園ホテルなどライト流の名建築を手がけた[19]。小松とは星島二郎や橋本寛敏の関係で知り合ったようだ。二人はともに福島出身、クリスチャン、社会事業への関心などから気が合い親交を深めた。社会教育協会の『国民』にも日本の画一的権威主義的な学校建築に対する批判の寄稿をしている[20]。なお、白梅学園の杉並キャンパスにあった回廊式幼稚園舎と小平キャンパス移転時（1964年）の初期建築は、遠藤の精神を受け継いだ山崎忠夫が設立した「新建創」（名前の由来は遠藤新建築創作所）が設計を担当した。
- 社会教育協会「勤労労女子青年錬成所」の助手として採用され、東京家庭学園から白梅学園に教員と勤務し、のちに短期大学学長となる田中未来（1921-1999）は、小松についての思い出を「小松先生の誠実で熱意ある人柄に共鳴して各界の著名な有識者がすすんでその事業に協力を申し出られました。それは、イデオロギーや党派をこえ、また、政界、財界、学界および文化人など広い層におよんでいましたが、みな、利害をぬきにして、人間的な信頼関係によってむすばれた同志的結合でありました。」と書いている。また、教職員にたいしては「小松先生は、職員についても、その仕事を通じて、教え育てる努力をおこたらず、長年の間に各界でのすぐれた活動家が先生の薫陶をうけてゆきました。（中略）どんな教職員をも、信頼して、その可能性の限界までを発揮させる、たぐいまれな職場での教育者でした。」と語っている[21]。
- 富山県知事（官選）、社会教育協会の理事をつとめた石丸敬次は、「社会教育協会を創立されて以来、戦前は順調だったようだが、戦後の苦難はまさに殉教そのものと申してもいいようです。」とし、小松の「苦しさに耐え抜く殉教者的な気概」に感銘をうけたという[22]。
- 最後となったクリスマスは聖路加病院で迎えた。イブの夜、看護師さんたちが病室に集まってキャロルを歌ってくれたときは、ベッドの上に起きあがり、涙を流してききいっていたという。小松家のクリスマスは、謙助夫婦を中心に、子どもや孫が集まって、家庭音楽会やプレゼント交換などをやって楽しくすごすのがならわしであった。しかし、病室には小さい子どもは入れなく、看護師さんたちによる心づくしの歌はなによりのクリスマスプレゼントであったという。このころよんだ句には次のようなものがある。「聖なる夜共に歌えば涙ながるる」、「　聖路加に共に祈りぬ再起ご奉公を」、「この夜病床で聞くクリスマスキャロルを」。そしていよいよ病苦からも仕事の苦労からも解放され、最後の吐息をついたとき、長女愛子は「まことによく病苦にたえ、うろたえず、古武士にも似た風格の最期で、壮烈な戦死といった気がいたしました。」と書いている[23]。
- 長女の樋口愛子（旧姓小松、1911－1974）は、心理学者。白梅学園理事長と短期大学学長をつとめた。東京家庭学園の設立時から父謙助の事業に関わり、戦後、新生東京家庭学園の再開にあったては主事として人間尊重の教育目標を構想、杉並と小平への校地移転を主導するなど、理念的にも経営基盤の確立にも大きな役割をはたし現在の白梅学園の礎を築いた。白梅学園短期大学名誉教授の小松信一郎（1917－2005）は長男、白梅学園理事長をつとめた小松雄二（1920-2000）は次男。

## 編著
- 小松謙助、星島二郎、片山哲編『新日本の建設』岩波書店、1922年6月。
- 『選挙の話』社会教育協会、1930年。

## 関連文献
- 社会教育協会編「社会教育に生涯を捧げた人　小松謙助氏を偲ぶ」、『国民』三月号別冊、社会教育協会、1962年3月。
- 野地吉之助「社会教育協会・東京家庭学園と愛子先生」、白梅学園『樋口愛子先生追悼録』白梅学園、1977年10月。
- 鈴木忠男編・画『小松謙助絵日記』鈴木忠男、1982年5月。
- 白梅学園短期大学編『白梅学園短期大学創立二十五周年記念誌』白梅学園短期大学、1982年9月 。
- 政治と人刊行会編『一粒の麦　いま蘇える星島二郎の生涯』廣済堂出版、1996年11月。
- 樋口秋夫「小松謙助と社会教育協会」、『地域と教育』第1号、白梅学園、2000年11月。
- 大村篤志『穗積重遠　社会教育と社会事業を両翼として』ミネルヴァ書房、2013年。
- 樋口秋夫編『最後の180日　社会教育の先駆者・白梅学園創立者　小松謙助の日記より』樋口秋夫、2015年12月。
- 樋口秋夫編『戦災週記　小松謙助と東京山手大空襲』樋口秋夫、2021年5月。